# Димитър Трендафилов (художник)
Вижте пояснителната страница за други личности с името Димитър Трендафилов.
Димитър Трендафилов е български художник.

## Биография и творчество
Завършва ателието по „Илюстрация“ на проф. Веселин Стайков в Националната художествена академия – София през 1965 г. Ученик е на Борис Ангелушев на когото сътрудничи още като студент. Специализира шрифт в Талин и Прага.
Работи в областта на графиката и калиграфията, автор е на редица запазени шрифтове, проектира графичното оформление на множество книги и телевизионни предавания. През последните години работи предимно калиграфия и сериграфия, като излага работите си в България и други европейски страни.
Димитър Трендафилов е професор по шрифт и калиграфия на Националната художествена академия в София.